# Ploreu pels forasters
Ploreu pels forasters (títol original: Cry for the Strangers) és una pel·lícula de terror estatunidenca de 1982 feta per a la televisió basada en el llibre homònim de John Saul. Va ser dirigida per Peter Medak i protagonitzada per Patrick Duffy. Es va emetre originalment per la CBS l'11 de desembre de 1982. Està doblada al català.

## Argument
Un psiquiatre i la seva dona es traslladen a una pintoresca ciutat costanera només per descobrir que s'hi amaga una presència sinistra.

## Repartiment
- Patrick Duffy com Dr. Brad Russell
- Cindy Pickett com Elaine Russell
- Lawrence Pressman com Glen Palmer
- Brian Keith com cap Whalen
- Claire Malis com Rebecca Palmer
- Robin Ignico com Missy Palmer
- Jeff Corey com Riley
- Parley Baer com Doc Phelps
- Martin Kove com Jeff